# Даниловская (Харовский район)
Даниловская — деревня в Харовском районе Вологодской области.
Входит в состав Кумзерского сельского поселения, с точки зрения административно-территориального деления — в Кумзерский сельсовет.
Расстояние по автодороге до районного центра Харовска — 52 км, до центра муниципального образования Кумзера — 3 км.
По данным переписи в 2002 году постоянного населения не было.